# Peter Joppich
Peter Joppich (* 21. prosince 1982 Koblenz, Německo) je německý sportovní šermíř, který se specializuje na šerm fleretem. Německo reprezentuje od roku 2002. Na olympijských hrách startoval v roce 2004, 2008, 2012 a 2016 v soutěži jednotlivců a družstev. V soutěži jednotlivců se na olympijských hrách 2004 a 2008 probojoval do čtvrtfinále. V soutěži jednotlivců je čtyřnásobným mistrem světa z let 2003, 2006, 2007 a 2010 a mistrem Evropy z roku 2013. S německým družstvem fleretistů vybojoval na olympijských hrách 2012 bronzovou olympijskou medaili. V roce 2002 vybojoval s družstvem titul mistrů světa a v roce 2007 a 2013 titul mistrů Evropy.